# Roodbandpriemkever
De roodbandpriemkever (Bembidion modestum) is een keversoort uit de familie van de loopkevers (Carabidae). De wetenschappelijke naam van de soort werd in 1801 gepubliceerd door Johann Christian Fabricius.